# Herrainsaari (ö i Lappland)
Herrainsaari är en ö i Finland. Den ligger i sjön Vakkojärvi och i kommunen Enontekis i den ekonomiska regionen  Fjäll-Lappland  och landskapet Lappland, i den norra delen av landet, 900 km norr om huvudstaden Helsingfors. Öns area är 1,3 hektar och dess största längd är 230 meter i nord-sydlig riktning.